# 盘山厅
盘山厅，清朝的厅。
光绪三十二年（1906年）置，治所先驻盘蛇驿，后迁至双台子。辖境即今辽宁省盘山县一带。属锦州府。1913年废厅改县。